# The Enemy Within the Gates
The Enemy Within the Gates is de vierde aflevering van het eerste seizoen van de Britse sitcom Dad's Army. Het werd opgenomen op 6 mei 1968 en voor het eerst uitgezonden op 28 augustus 1968.

## Verhaal
Een vreemdeling met een verdacht buitenlands accent overtuigt de mannen van Mainwaring er van dat hij een Pools officier is. Hij komt de groep informeren over een beloning van tien pond voor elke nazi-arrestatie.

## Rolbezetting

### Hoofdrollen
- Arthur Lowe als Captain Mainwaring
- John Le Mesurier als Sergeant Wilson
- Clive Dunn als Lance Corporal Jones
- John Laurie als Private Frazer
- James Beck als Private Walker
- Arnold Ridley als Private Godfrey
- Ian Lavender als Private Pike

### Gastrollen
- Caroline Dowdeswell als Janet King
- Carl Jaffe als Captain Winogrodzki
- Denys Peeks als German pilot
- Nigel Rideout als German pilot
- Bill Pertwee als ARP Warden Hodges
- David Davenport als Military Police Sergeant